# Scuderia Enrico Platé
Scuderia Enrico Platé – szwajcarski zespół Formuły 1 startujący w niej w latach 1950–1953, założony przez Enrico Platé. Zespół startował także w Formule 2.

## Wyniki w Formule 1
| Legenda oznaczeń w tabelach wyników Wyświetl szablon na nowej stronie | Legenda oznaczeń w tabelach wyników Wyświetl szablon na nowej stronie                                                                     |
| Oznaczenie                                                            | Wyjaśnienie |
| --------------------------------------------------------------------- | --- |
| Złoty                                                                 | Zwycięzca lub mistrzostwo |
| Srebrny                                                               | 2. miejsce lub wicemistrzostwo |
| Brązowy                                                               | 3. miejsce lub II wicemistrzostwo |
| Zielony                                                               | Ukończył, punktował (w klasyfikacji generalnej, gdy zdobył co najmniej jeden punkt na przestrzeni sezonu, poza trzema powyższymi opcjami) |
| Niebieski                                                             | Ukończył, nie punktował (w klasyfikacji generalnej, gdy nie zdobył co najmniej jednego punktu na przestrzeni sezonu)                      |
| Czerwony                                                              | Nie zakwalifikował się (NZ) |
| Czerwony                                                              | Nie prekwalifikował się (NPK) |
| Różowy                                                                | Nie ukończył (NU) |
| Różowy                                                                | Niesklasyfikowany (NS) (w klasyfikacji generalnej, gdy nie został sklasyfikowany w żadnym wyścigu sezonu)                                 |
| Czarny                                                                | Zdyskwalifikowany (DK) |
| Czarny                                                                | Wykluczony (WYK/EX) |
| Biały                                                                 | Nie wystartował (NW) |
| Biały                                                                 | Kontuzjowany (K/INJ) |
| Biały                                                                 | Wyścig odwołany (OD/C) |
| Bez koloru                                                            | Został wycofany (WYC/WD) |
| Bez koloru                                                            | Nie przybył (NP/DNA) |
| Bez koloru                                                            | Nie brał udziału w treningach (NT/DNP) |
| Bez koloru                                                            | Nie został zgłoszony (–) |
| Pogrubienie                                                           | Start z pole position |
| Kursywa                                                               | Najszybsze okrążenie wyścigu |
| †                                                                     | Nie ukończył, ale jego rezultat został zaliczony ze względu na przejechanie więcej niż 90% dystansu wyścigu.                              |
| *                                                                     | Sezon w trakcie |
| 1/2/3                                                                 | Punktowana pozycja w sprincie kwalifikacyjnym                                                                                             |
| Lista systemów punktacji Formuły 1                                    | |

| Rok  | Konstruktor | Kierowcy                       | Wyniki w poszczególnych eliminacjach | Wyniki w poszczególnych eliminacjach | Wyniki w poszczególnych eliminacjach | Wyniki w poszczególnych eliminacjach | Wyniki w poszczególnych eliminacjach | Wyniki w poszczególnych eliminacjach | Wyniki w poszczególnych eliminacjach | Wyniki w poszczególnych eliminacjach | Wyniki w poszczególnych eliminacjach | Wyniki kierowców | Wyniki kierowców |
| ---- | ----------- | ------------------------------ | ------------------------------------ | ------------------------------------ | ------------------------------------ | ------------------------------------ | ------------------------------------ | ------------------------------------ | ------------------------------------ | ------------------------------------ | ------------------------------------ | ---------------- | ---------------- |
| Rok  | Konstruktor | Kierowcy                       | GBR                                  | MON                                  | 500                                  | SWI                                  | BEL                                  | FRA                                  | ITA                                  |                                      |                                      | Punkty           | Pozycja          |
| 1950 | Maserati    | Emmanuel de Graffenried        | NU                                   | NU                                   | -                                    | 6                                    | -                                    | -                                    | 6                                    |                                      |                                      | NS               | NS               |
| 1950 | Maserati    | Birabongse Bhanutej Bhanubandh | NU                                   | 5                                    | -                                    | 4                                    | -                                    | -                                    | NU                                   |                                      |                                      | 5                | 8                |
| 1951 | Maserati    |                                | SWI                                  | 500                                  | BEL                                  | FRA                                  | GBR                                  | GER                                  | ITA                                  | ESP                                  |                                      | Punkty           | Pozycja          |
| 1951 | Maserati    | Louis Chiron                   | 7                                    | -                                    | -                                    | -                                    | -                                    | -                                    | -                                    | -                                    |                                      | NS               | NS               |
| 1951 | Maserati    | Harry Schell                   | 12                                   | -                                    | -                                    | NU                                   | -                                    | -                                    | -                                    | -                                    |                                      | NS               | NS               |
| 1951 | Maserati    | Emmanuel de Graffenried        | -                                    | -                                    | -                                    | NU                                   | -                                    | NU                                   | -                                    | -                                    |                                      | NS               | NS               |
| 1952 | Maserati    |                                | SWI                                  | 500                                  | BEL                                  | FRA                                  | GBR                                  | GER                                  | HOL                                  | ITA                                  |                                      | Punkty           | Pozycja          |
| 1952 | Maserati    | Emmanuel de Graffenried        | 6                                    | -                                    | -                                    | NU†                                  | 19                                   | -                                    | -                                    | NZ                                   |                                      | NS               | NS               |
| 1952 | Maserati    | Harry Schell                   | NU                                   | -                                    | -                                    | NU†                                  | 17                                   | -                                    | -                                    | -                                    |                                      | NS               | NS               |
| 1952 | Maserati    | Alberto Crespo                 | -                                    | -                                    | -                                    | -                                    | -                                    | -                                    | -                                    | NZ                                   |                                      | NS               | NS               |
| 1953 | Maserati    |                                | ARG                                  | 500                                  | HOL                                  | BEL                                  | FRA                                  | GBR                                  | GER                                  | SWI                                  | ITA                                  | Punkty           | Pozycja          |
| 1953 | Maserati    | Emmanuel de Graffenried        | -                                    | -                                    | 5                                    | -                                    | -                                    | -                                    | -                                    | -                                    | -                                    | 8                | 7                |

* Emmanuel de Graffenried startował w 1953 roku w kolejnych wyścigach w prywatnym zespole Baron de Graffenried.